# Dasiürinis
Els dasiürinis (Dasyurini) són la tribu biològica més rica en gèneres de la subfamília dels dasiürins. Els membres més cèlebres d'aquest grup són el kowari, el gat marsupial i el ratolí marsupial. La tribu conté un total de deu gèneres diferents.